# 康塔庫齊諾宫
康塔庫齊諾宮（羅馬尼亞語：Palatul Cantacuzino）是位於羅馬尼亞布加勒斯特勝利大道141號的一座建築。這座建築的設計者是建築家伊昂·D·貝林迪（Ion D. Berindey）。建築外觀屬於布雜藝術風格，有一些洛可可復興建築風格的房間。現在這座建築是乔治·埃内斯库博物館的所在地。

## 歷史
這座宮殿修建於1901年至1902年，是為布加勒斯特市長和羅馬尼亞前總理格奧爾基·格里戈雷·坎塔庫茲諾修建。建築的設計者是伊昂·D·貝林迪，外觀採用法國式布雜藝術風格。在格奧爾基·格里戈雷·坎塔庫茲諾去世後，這座建築由他的兒子米哈伊·G·坎塔庫茲諾繼承。然而米哈伊在1929年早逝。米哈伊的妻子瑪莉亞在1939年12月和音樂家乔治·埃内斯库再婚。1913年8月10日，在第二次巴爾幹戰爭結束時，1913年布加勒斯特條約在此簽訂。康塔庫齊諾宮在第二次世界大戰前夕亦曾作為部長會議主席的官邸使用。
乔治·埃内斯库在1955年去世後，他的妻子在遺囑中表示將把這座建築作為紀念埃内斯库的博物館使用。1956年，國立乔治·埃内斯库博物館正式設立。

## 建築
康塔庫齊諾宮的外觀和大部分房間都是布雜藝術風格，剩餘部分則是洛可可復興建築風格。入口處的兩頭獅子雕像和路易十四風格的大門及柵欄令這座建築外觀富麗堂皇。康塔庫齊諾宮在布加勒斯特舞會界享有盛譽。格奧爾基·格里戈雷·坎塔庫茲諾請來包括喬治·德梅特斯庫·米拉、尼古拉·佛蒙特、科斯汀·佩特雷斯庫在內的藝術家為這座建築設計內裝。尼古拉·佛蒙特製作了六個圓形浮雕，其中三個有署名，並標註日期是1907年。六個圓形浮雕中有五個在入口右側通往各房間走廊的門上，其中有兩個直接受到尼古拉·格里戈雷斯庫作品的啟發。 

## 外部連結
- （英語） Official website （页面存档备份，存于）
- （羅馬尼亞語） Cantacuzino Palace and George Enescu Museum （页面存档备份，存于）